# Narrandera
Narrandera är en ort i Australien. Den ligger i kommunen Narrandera och delstaten New South Wales, i den sydöstra delen av landet, omkring 440 kilometer väster om delstatshuvudstaden Sydney. Antalet invånare är 4 427.
Trakten runt Narrandera är nära nog obefolkad, med mindre än två invånare per kvadratkilometer.. 
Trakten runt Narrandera består till största delen av jordbruksmark. Genomsnittlig årsnederbörd är 581 millimeter. Den regnigaste månaden är februari, med i genomsnitt 83 mm nederbörd, och den torraste är oktober, med 24 mm nederbörd.